# Hynden Walch

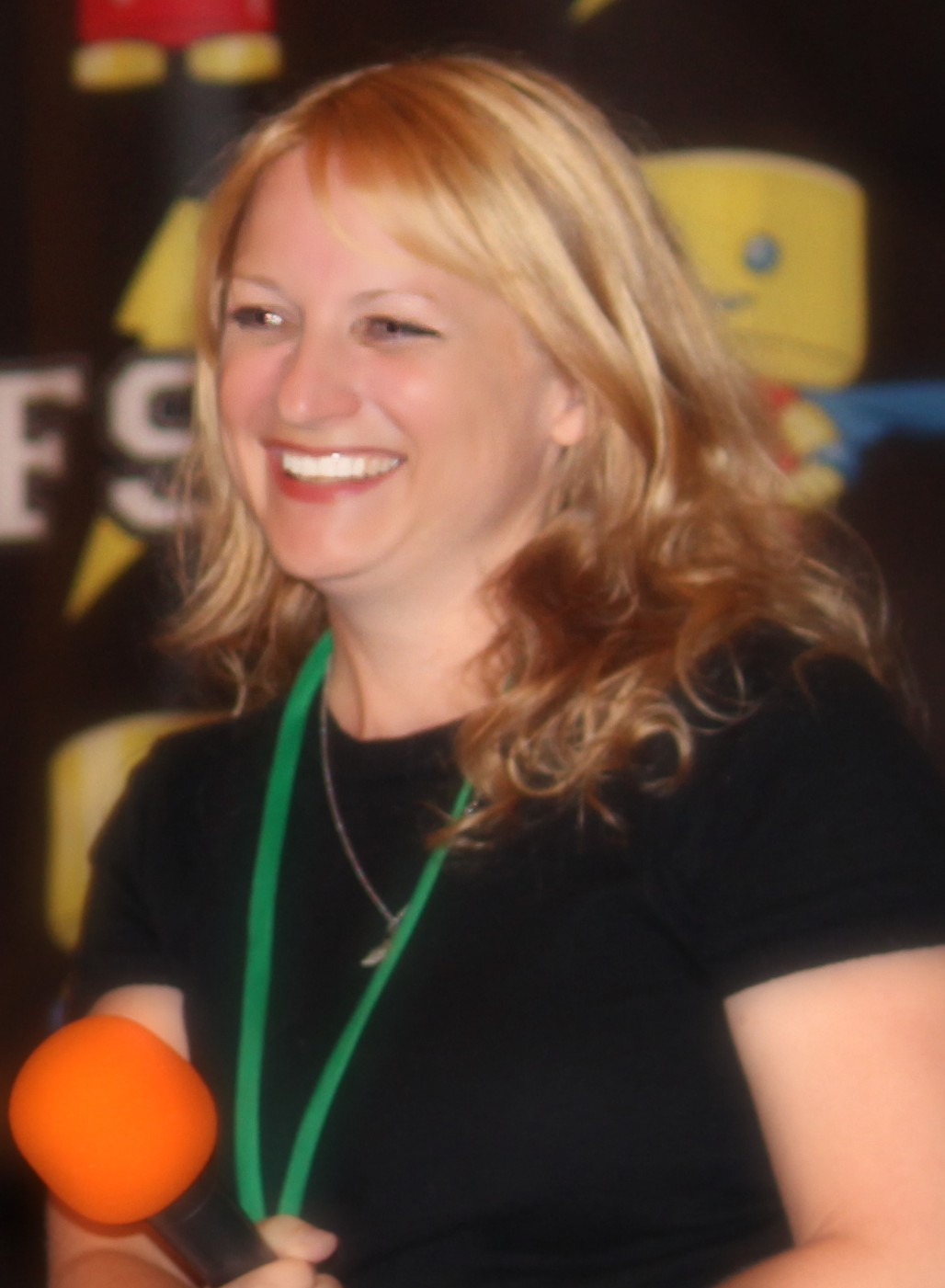
Hynden Walch

Hynden Walch (* 1. Februar 1971 in Davenport, Iowa) ist eine US-amerikanische Sängerin, Filmschauspielerin und Sprecherin.

## Leben
Hynden Walch wurde 1971 in Davenport, im US-Bundesstaat Iowa geboren.
Mit 11 Jahren begann sie ihre professionelle Schauspielkarriere auf der Bühne. Mit 16 Jahren besuchte sie die North Carolina School of the Arts mit Schwerpunkt Gesang. 1989 erhielt sie das Präsidentenstipendium und besuchte die UNC School of the Arts in Winston-Salem, North Carolina. Nach der UNC ging sie nach Chicago, Illinois, wo sie Theaterstücke aufführte, darunter „The Rise and Fall of Little Voice“ am Broadway, wo sie für ihre Leistung als Titelfigur den Outer Critics Circle Award gewann. Als Absolventin wurde sie als Presidential Scholar in the Arts für Theaterwissenschaften ausgezeichnet. Im Jahr 2005 schloss sie ihr Studium an der University of California, Los Angeles mit summa cum laude mit einem Bachelor of Arts in amerikanischer Literatur ab. 
Sie lebt in Los Angeles.
1993 hatte Walch bei dem Film Und täglich grüßt das Murmeltier erstmals eine Rolle inne. In der Fernsehserie Die Unbestechlichen hatte sie 1993 bis 1994 erstmals eine wiederkehrende Rolle. 2013 bis 2024 erhielt sie in der Webserie Teen Titans Go! eine wiederkehrende Rolle.

## Filmografie
- 1993: Und täglich grüßt das Murmeltier (Groundhog Day)
- 1993: Angel Street (Fernsehfilm)
- 1993–1994: Die Unbestechlichen (The Untouchables, Fernsehserie, 19 Folgen)
- 1994: Law & Order (Fernsehserie, Folge 5x03 Ein Fall von Notwehr)
- 1995: Angela und der Engel (Angela)
- 1996: Jakes Frauen (Neil Simon's 'Jake's Women' , Fernsehfilm)
- 1996: Sudden Manhattan
- 1996: Goosebumps Audiobook – Deep Trouble (Stimme)
- 1996: Jerry Maguire – Spiel des Lebens (Jerry Maguire)
- 1997: Practice – Die Anwälte (The Practice, Fernsehserie, Folge 1x03 Kredit mit Folgen)
- 1997: Drew Carey Show (The Drew Carey Show, Fernsehserie, Folge 3x02)
- 1998: Timmy und das Geheimnis von Nimh (The Secret of NIMH 2: Timmy to the Rescue, Stimme)
- 1998–1999: Oh Yeah! Cartoons (Webserie, 2 Folgen, Stimme)
- 1999–2000: Rugrats (Fernsehserie, 2 Folgen, Stimme)
- 2000: Charmed – Zauberhafte Hexen (Charmed, Fernsehserie, Folge 2x09 Zwischen Himmel und Hölle)
- 2000: Tom Sawyer (Stimme)
- 2000: New York Cops – NYPD Blue (NYPD Blue, Fernsehserie, Folge 7x15 Der goldene Schuss)
- 2001–2004: Stanley (Fernsehserie, 29 Folgen)
- 2002: Static Shock (Fernsehserie, Folge 2x05, Stimme)
- 2002: King Rikki
- 2002: Abenteuer der Familie Stachelbeere (The Wild Thornberrys Movie, Stimme)
- 2002–2008: Chalk Zone – Die Zauberkreide (ChalkZone, Fernsehserie, 39 Folgen)
- 2003: Gary the Rat (Fernsehserie, Folge 1x02, Stimme)
- 2003: Die Liga der Gerechten (Justice League (TV series), Fernsehserie, Folge 2x22, Stimme)
- 2003–2006: Teen Titans (Fernsehserie, 64 Folgen, Stimme)
- 2005: Karas (Karas: The Prophecy, Stimme)
- 2005: Die Liga der Gerechten (Justice League Unlimited, Fernsehserie, Folge 2x13 Epilog, Stimme)
- 2005–2006: IGPX: Immortal Grand Prix (Fernsehserie, 26 Folgen, Stimme)
- 2005–2006: Super Robot Monkey Team Hyperforce Go! (Fernsehserie, 8 Folgen, Stimme)
- 2005–2012: Winx Club (Fernsehserie, 20 Folgen, Stimme)
- 2006: Stanley's Dinosaur Round-Up (Fernsehfilm, Stimme)
- 2006: Die Melancholie der Haruhi Suzumiya (涼宮ハルヒの憂鬱, Miniserie, 3 Folgen, Stimme)
- 2006: Teen Titans: Trouble in Tokyo (Fernsehfilm, Stimme)
- 2006: Katzekratz (Catscratch, Fernsehserie, 2 Folgen, Stimme)
- 2006–2007: American Dragon (American Dragon: Jake Long, Fernsehserie, 2 Folgen, Stimme)
- 2006–2007: Deckname: Kids Next Door (Codename: Kids Next Door, Fernsehserie, 4 Folgen, Stimme)
- 2007: Gurren Lagann (天元突破グレンラガン, Fernsehserie, 5 Folgen, Stimme)
- 2007: Raki suta: Lucky Star (らき☆すた, Fernsehserie, 11 Folgen, Stimme)
- 2007: Winx Club – Das Geheimnis des verlorenen Königreichs (Winx Club – Il segreto del regno perduto, Stimme)
- 2007: The Batman (Fernsehserie, 2 Folgen, Stimme)
- 2007: Random! Cartoons (Webserie, Folge 1x12, Stimme)
- 2008: Jimmy Kimmel & Ben Affleck: I'm Fucking Ben Affleck
- 2008: Drillbit Taylor – Ein Mann für alle Unfälle (Drillbit Taylor)
- 2008: Batman: Gotham Knight (Stimme)
- 2009: The Super Hero Squad Show (Fernsehserie, Folge 1x19, Stimme)
- 2010: Batman: The Brave and the Bold (Fernsehserie, 2 Folgen, Stimme)
- 2010: Winx Club 3D – Das magische Abenteuer (Winx Club 3D - Magica avventura, Stimme)
- 2010: Rapunzel – Neu verföhnt (Tangled, Stimme)
- 2010–2011: Mission Scooby-Doo (Scooby-Doo! Mystery Incorporated, Fernsehserie, 2 Folgen, Stimme)
- 2010–2012: Generator Rex (Fernsehserie, 7 Folgen, Stimme)
- 2010–2018: Adventure Time – Abenteuerzeit mit Finn und Jake (Adventure Time, Fernsehserie, 121 Folgen, Stimme)
- 2011: Einstein Pals (Stimme)
- 2011–2012: New Teen Titans (Fernsehserie, 12 Folgen, Stimme)
- 2012: Back to the Sea (Stimme)
- 2012: Making the Magic: Disneyland Paris – 20th Anniversary (Fernsehfilm, Stimme)
- 2012: ThunderCats (Fernsehserie, Folge 1x22, Stimme)
- 2012: Big Top Scooby-Doo! (Stimme)
- 2012–2016: Doc McStuffins, Spielzeugärztin (Doc McStuffins, Fernsehserie, 5 Folgen, Stimme)
- 2013: Justice League: The Flashpoint Paradox (Stimme)
- 2013: Pound Puppies – Der Pfotenclub (Pound Puppies, Fernsehserie, Folge 3x21, Stimme)
- 2013: Das erstaunliche Leben des Walter Mitty (The Secret Life of Walter Mitty)
- 2013: Die Legende der Prinzessin Kaguya (かぐや姫の物語, Stimme)
- 2013–2014: Metal Men (Miniserie, 5 Folgen, Stimme)
- 2013–2015: Henry Knuddelmonster (Henry Hugglemonster, Fernsehserie, 34 Folgen, Stimme)
- seit 2013: Teen Titans Go! (Webserie, Stimme)
- 2014: Justice League: War (Stimme)
- 2014: Batman: Assault on Arkham (Stimme)
- 2014: Transformers: Rescue Bots (Webserie, Folge 3x07, Stimme)
- 2014–2015: Avengers – Gemeinsam unbesiegbar! (Avengers Assemble, Fernsehserie, 3 Folgen, Stimme)
- 2015: Nagato Yuki-chan no Shōshitsu (Das Verschwinden der Yuki Nagato, Fernsehserie, 6 Folgen, Stimme)
- 2015: UFO gakuen no himitsu (Stimme)
- 2015: Halo: The Fall of Reach (Miniserie, 3 Folgen, Stimme)
- 2015, 2017: Penn Zero – Teilzeitheld (Penn Zero: Part-Time Hero, Fernsehserie, 2 Folgen, Stimme)
- 2015–2018: Guardians of the Galaxy (Fernsehserie, 4 Folgen, Stimme)
- 2015–2018: DC Super Hero Girls (Webserie, 27 Folgen, Stimme)
- 2015–2019: Star gegen die Mächte des Bösen (Star vs. the Forces of Evil, Fernsehserie, 4 Folgen, Stimme)
- 2016: Gerechtigkeitsliga - Gefängnisausbruch in Gotham City (Lego DC Comics Super Heroes: Justice League: Gotham City Breakout, Stimme)
- 2016: DC Super Hero Girls: Heldin des Jahres (DC Super Hero Girls: Hero of the Year, Stimme)
- 2017: DC Super Hero Girls: Intergalaktische Spiele (DC Super Hero Girls: Intergalactic Games, Stimme)
- 2017: LEGO Scooby-Doo! Strandparty (Lego Scooby-Doo! Blowout Beach Bash, Stimme)
- 2018: Die Abenteuer von Kid Danger (The Adventures of Kid Danger, Fernsehserie, 2 Folgen, Stimme)
- 2018: Teen Titans Go! To the Movies (Stimme)
- 2018: DC Super Hero Girls: Legenden von Atlantis (DC Super Hero Girls: Legends of Atlantis, Stimme)
- 2018: Uchuu no hou: Reimeihen (宇宙の法—黎明編—, Stimme)
- 2018–2019: Niko und das Schwert des Lichts (Niko and the Sword of Light, Fernsehserie, 3 Folgen, Stimme)
- 2019: Blaze und die Monster-Maschinen (Blaze and the Monster Machines, Fernsehserie, Folge 4x15, Stimme)
- 2019: Batman: Hush (Stimme)
- 2019: Teen Titans Go! Vs. Teen Titans (Stimme)
- 2019: Grünes Ei mit Speck (Green Eggs and Ham, Fernsehserie, 7 Folgen, Stimme)
- 2019–2022: Young Justice (Fernsehserie, 10 Folgen, Stimme)
- 2020: DuckTales (Fernsehserie, Folge 3x04, Stimme)
- 2020: Justice League Dark: Apokolips War (Stimme)
- 2020: Borrasca
- 2020: Robot Chicken (Webserie, Folge 10x19 Alexa – Tag der Abrechnung, Stimme)
- 2020–2021: Adventure Time: Distant Lands (Miniserie, 4 Folgen, Stimme)
- 2021: Teen Titans Go! See Space Jam (Stimme)
- 2022: Cartoon Network Special Edition: NBA All-Star Slam Dunk Contest Presented by Nike (Stimme)
- 2022: Teen Titans gehen! & DC Super Hero Girls: Chaos im Multiversum (Teen Titans Go! & DC Super Hero Girls: Mayhem in the Multiverse, Stimme)
- 2023: Adventure Time: Fionna & Cake (Adventure Time: Fionna and Cake, Miniserie, 3 Folgen, Stimme)
- 2024: Battle for a Free Video Game (Miniserie, Folge 1x06)